# Ljungsjögylet
Ljungsjögylet är en sjö i Karlshamns kommun i Blekinge och ingår i Bräkneån-Mieåns kustområde. Sjön är 14 meter djup, har en yta på 0,0127 kvadratkilometer och befinner sig 100 meter över havet.